# Круминьш, Волдемар Кристапович
Волдемар Кристапович Круминьш (латыш. Voldemārs Krūmiņš; род. 22 октября 1922 года) — советский хозяйственный, государственный и политический деятель, точный механик Рижского государственного электротехнического завода ВЭФ имени В. И. Ленина Министерства радиопромышленности СССР, Латвийская ССР. Герой Социалистического Труда (1971).

## Биография
Родился в 1922 году в Латвии. Член КПСС.
С 1939 года — на хозяйственной, общественной и политической работе. В 1939—1985 гг. — точный механик на фабрике VEF, подневольный работник в оккупации, точный механик Рижского государственного электротехнического завода ВЭФ имени В. И. Ленина Министерства радиопромышленности СССР в городе Риге Латвийской ССР.
Указом Президиума Верховного Совета СССР от 26 апреля 1971 года присвоено звание Героя Социалистического Труда с вручением ордена Ленина и золотой медали «Серп и Молот».
Избирался депутатом Верховного Совета СССР 9-го и 10-го созывов.
Умер после 1985 года.